# Ferdinand Deym ze Stříteže
Ferdinand Deym ze Stříteže, v německojazyčných pramenech též Ferdinand Deym von Střitež (21. června 1837 Erdevik, Chorvatsko (dnes Srbsko) – 9. února 1900 Vídeň), byl český šlechtic z rodů Deymů ze Stříteže a politik, v době Rakouska-Uherska na konci 19. století poslanec Říšské rady.

## Biografie
Jeho bratrem byl František Deym ze Stříteže (1838–1903) z Hostinného, rovněž aktivní jako politik (člen Panské sněmovny). Ferdinand se narodil roku 1837. Sloužil jako důstojník v rakouské armádě. Byl čestným rytířem Řádu německých rytířů. Od roku 1865 byl komořím. Sídlil ve Velkých Kunčicích v Slezsku.
Roku 1866 se mu dostalo od císaře za loajálnost a činy během okupace Pruskem výrazu Nejvyšší spokojenosti.
Od zemských voleb v roce 1870 zasedal na Českém zemském sněmu, kam byl zvolen za kurii velkostatkářskou (nesvěřenecké velkostatky).
V 80. letech se zapojil i do celostátní politiky. Ve doplňovacích volbách roku 1888 získal mandát na Říšské radě za velkostatkářskou kurii v Čechách. Slib složil 30. dubna 1888. Mandát obhájil v řádných volbách do Říšské rady roku 1891. K roku 1891 se uvádí jako Ferdinand von Střitež, hrabě a velkostatkář, bytem ve Velkých Kunčicích. Na Říšské radě je v roce 1890 uváděn jako člen Českého klubu, který tehdy sdružoval staročeské, moravské a velkostatkářské křídlo české reprezentace.
V 90. letech se také krátce vrátil i do zemského sněmu, kam byl Ferdinand hrabě Deym zvolen v doplňovací volbě v 29. září 1892 za velkostatkářskou kurii (svěřenecký velkostatek).
V roce 1893 mu byl udělen titul tajného rady.
24. března 1897 byl povolán do Panské sněmovny (jmenovaná horní komora Říšské rady).
Se. Vaše Excelence pan Ferdinand hrabě Deym je znám jako poručník dědiců Eugena Grafa Larisch-Mönnicha a vysoce uznávaná osobnost v naší průmyslové oblasti.
Byl členem Strany konzervativního velkostatku. Podporoval české národní hnutí a státní právo. V Říšské radě po jistou dobu vystupoval jako mluvčí konzervativní šlechty.
Zemřel v únoru 1900. Ještě v noci před úmrtím pracoval u svého psacího stolu. Pak se odebral na lůžko. O třetí hodině ranní zemřel ochrnutím srdce.